# Abborrgölen (Ronneby socken, Blekinge, 624524-146737)
Abborrgölen är en sjö i Ronneby kommun i Blekinge och ingår i Ronnebyåns huvudavrinningsområde.